# سی‌کوئست دی‌اس‌وی
سی‌کوئست دی‌اس‌وی یا تلاش‌دریایی دی‌اس‌وی (به انگلیسی: seaQuest DSV) در ایران این مجموعه با نام در اعماق دریا پخش شد. این مجموعه تلویزیونی محصول سال ۱۹۹۳ تا ۱۹۹۶ است. در این مجموعه تلویزیونی بازیگرانی همچون روی شایدر، جاناتان برندیس، استفانی بیچام، دان فرانکلین، مایکل ایرون‌ساید، استیسی هایدوک، جان دآکینو، رویس دی اپلگیت، تد ریمی، مارکو سانچز، فرانک ولکر، رابرت بالارد، مایکل دلوئیس، پیتر دلوئیس و الیز نئال ایفای نقش کرده‌اند.